# Kalentwalt
Kalentwalt, vermoedelijk een verbastering van *Koldewold, is een voormalige kerkdorp in het Duitse Rheiderland, dat omstreeks 1475 op een lijst van verdronken parochies voorkomt. Een.parochieregister uit 1501 vermeldt hetzelfde dorp als Culemwoldt Ecclesia sancti Petri. Kennelijk was het een dochternederzetting van Coldeborg en lag het in de omgeving van het streekje Coldeborgerfehn, niet ver van Marienchor. Nu staat hier een boerderij die bekendstaat als Marienchorer Balke of Balkhaus, genoemd naar een brug over het Coldeborger Sieltief.
De plaatz zal identiek zijn met Peterswolde of Petri sylvula, een nederzetting die eind 16e eeuw wordt genoemd als een van de verdronken Dollarddorpen. Deze naam komt echter niet voor in middeleeuwse bronnen. 
Peterswolde mag niet verward worden met de veldnaam Peterswehr ten zuidoosten van Marienchor. De Johannietercommanderij van Jemgum verkreeg in 1488 een deimt land te Peterswere.